# Студениця (монастир)
Монастир Студениця (серб. Манастир Студеница/Manastir Studenica) — сербський православний монастир, розташований за 39 км від міста Кралево. Один із найбільших і багатших сербських православних монастирів.
Стефан Неманя, основоположник середньовічної сербської держави, заснував Студеницю в 1190 році. Усередині укріплених стін монастиря є дві церкви: церква Богородиці і церква Іоакима і Анни. Обидві церкви побудовані з використанням білого мармуру. Головна визначна пам'ятка монастиря — фрески візантійського стилю, що датуються XIII і XIV століттями. У 1986 році ЮНЕСКО внесло Студеницю у список Світової спадщини.

## Історія

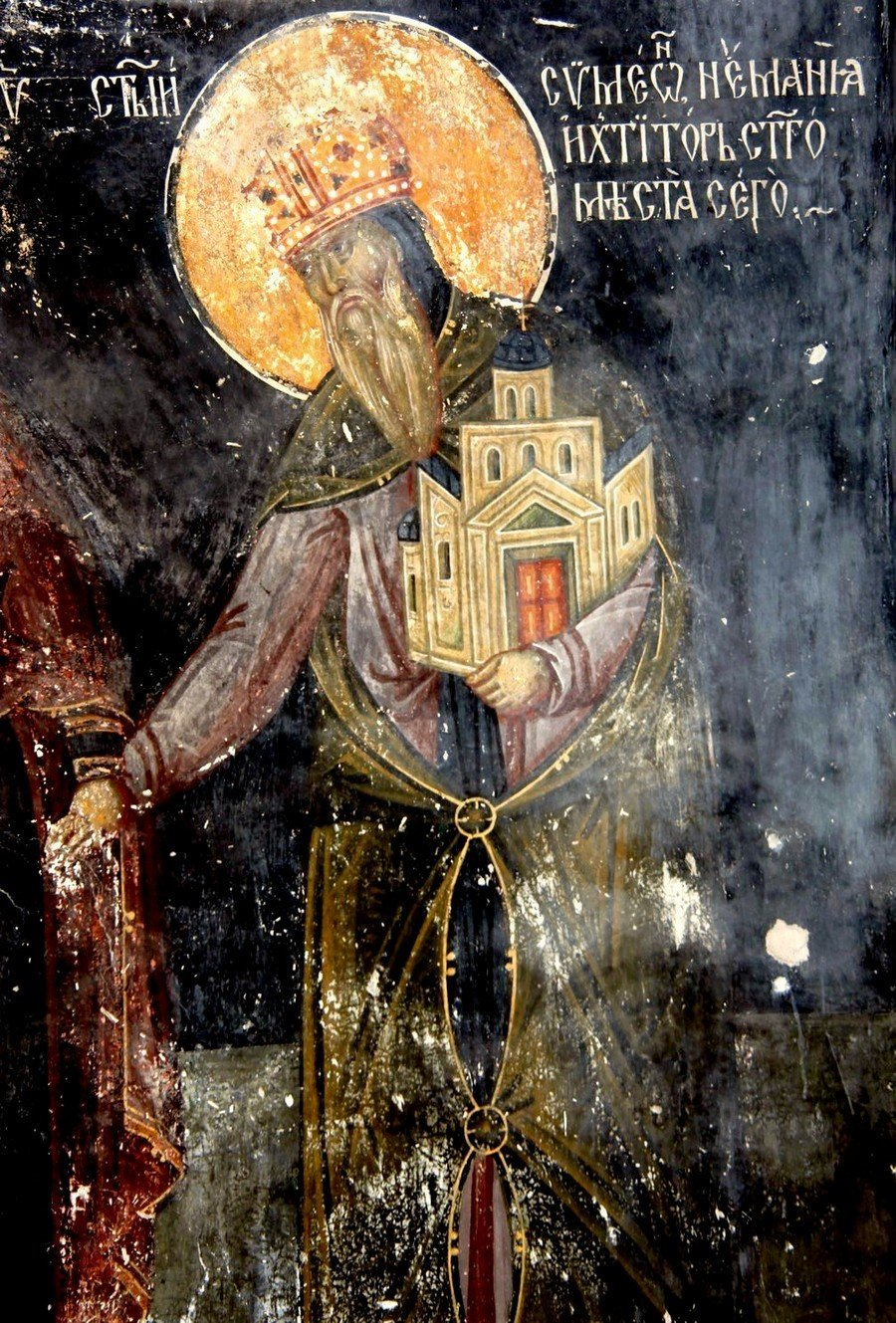
Стефан Неманя — засновник монастиря, фреска в монастирі Студениця

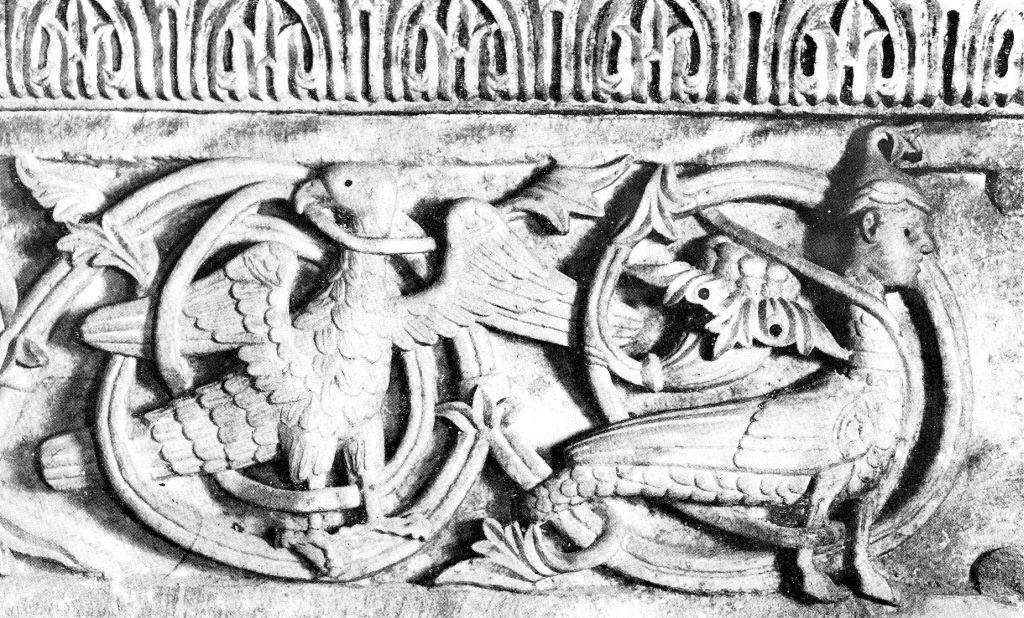
Деталі церковного оздоблення

Монастир Студениця присвячений Успінню Богородиці. Перша стадія будівництва була завершена навесні 1196 року, коли Стефан Неманя відмовився від трону і оселився в монастирі. Коли пізніше він перебрався в Хіландар, його син і наступник Стефан II Неманич прийняв турботу про Студениці на себе. Неманя помер у Хіландарі в 1199 році, і його третій син, Сава, після примирення братів Стефана II Неманича і Вука перемістив мощі отця в Студеницю. Під заступництвом Сави Студениця стала політичним, культурним і духовним центром середньовічної Сербії. Крім інших своїх справ, Сава склав богослужбовий статут Студениці, в якому він описав життя свого батька.
Студениця була об'єктом турботи і наступних членів династії Неманичів. Король Радослав додав до церкви притвор, а король Мілутін побудував невелику церкву святих Іоакима і Анни.
З моменту падіння останніх середньовічних Сербських держав у 1459 році турки часто нападали на монастир. Перша значна реставрація була завершена в 1569 році, коли фрески Церкви Богородиці були перефарбовані. На початку XVII століття, землетрус і пожежа пошкодили монастир. Значна частина культурної спадщини була втрачена назавжди.

## Архітектура

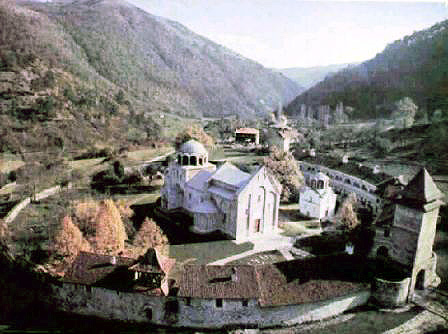
Монастир Студениця

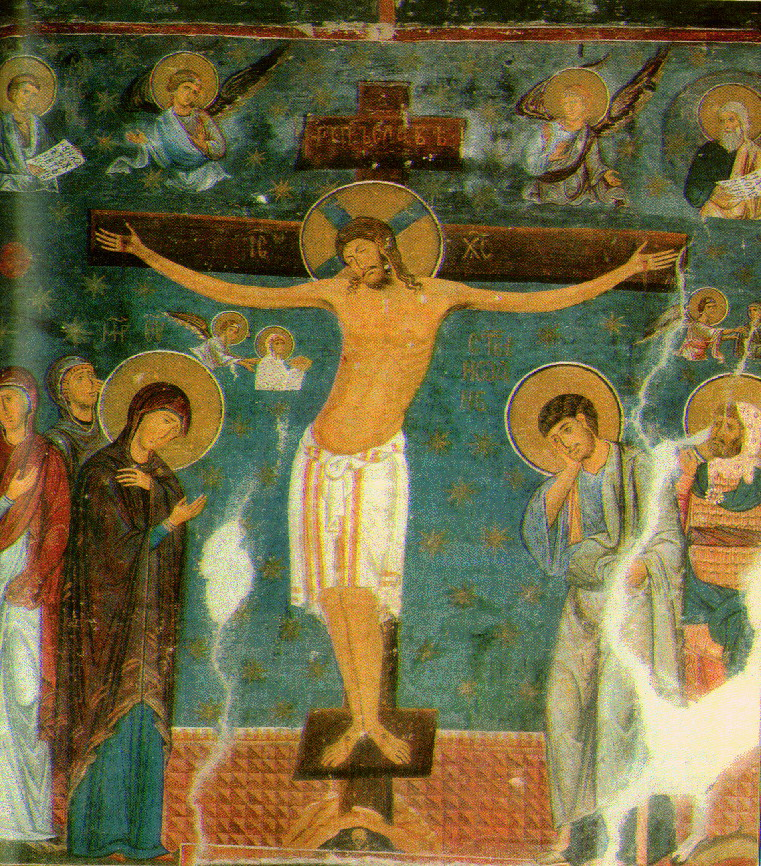
Розп'яття, фреска з церкви Богородиці

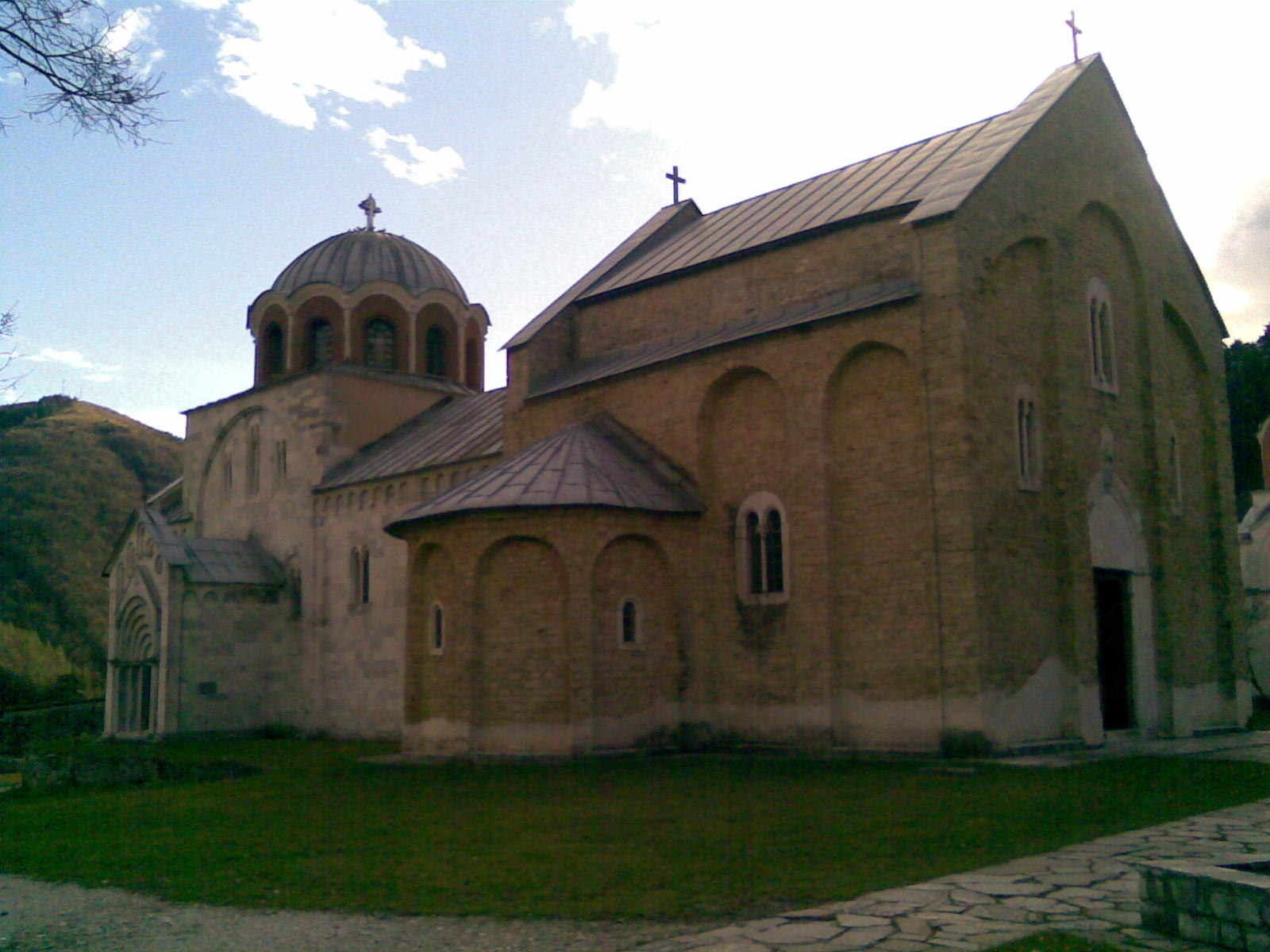
Монастир з північно-західного боку

Церква Богородиці — однонефна, з куполом у центральній частині. Зі східного боку закінчена тригранної абсидою, у той час як притвор витягнуть на захід. Також є вестибюлі на північній і південній стороні. У 1230-х роках був доданий великий притвор. Фасади були облицьовані плитами з білого мармуру, а інтер'єр був викладений блоками з туфу. Зовні церква гармонійно поєднує два стилі романський і візантійський. Це поєднання, в кінцевому підсумку, сформувало унікальний стиль архітектури, відомий як рашський стиль.
З північно-західного боку від церкви Богородиці знаходиться церква Іоакима і Ганни, відома також, як Королівська церква, на честь свого засновника, короля Мілутіна. Вона була зведена в 1314 році, має форму хреста, над церквою зведений восьмикутний купол. Побудована з каменю і туфу. Комплекс Студениці становить церкву Св. Миколая. Ця невелика церква містить всередині фрески XII або початку XIII століття. Між Королевською церквою і храмом Св. Миколая фундамент церкви, присвячений Св. Івану Хрестителю. На захід від Церкви Богородиці розташована стара трапезна, побудована з кругляків під час Св. Сави. Нарешті, на західній боці комплексу розташована дзвіниця, зведена у XIII столітті. Раніше всередині неї була каплиця, але зараз видні тільки останки фресок.

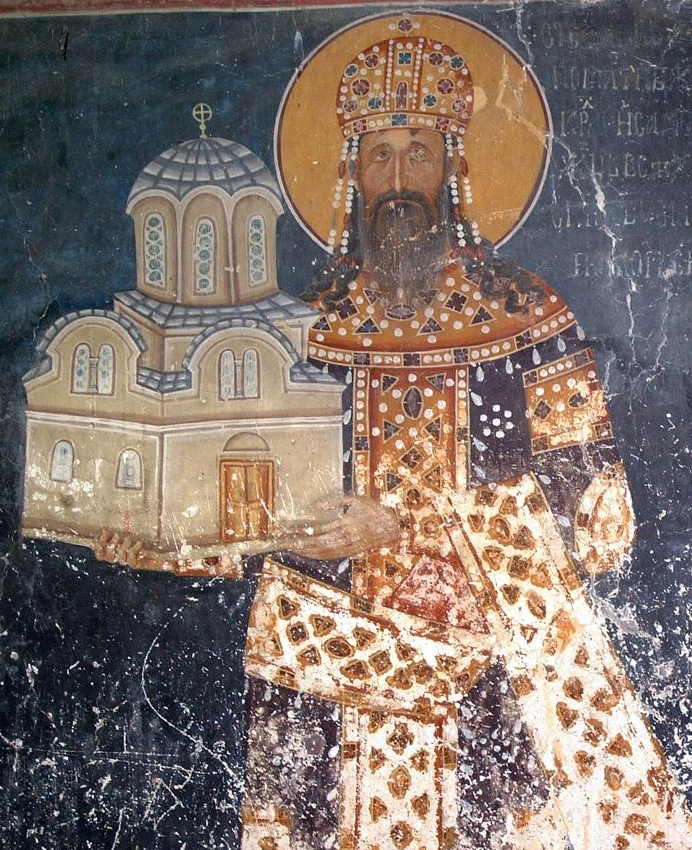
Фреска, на якій король Мілутін із моделлю Королівської церкви у Студениці

На північ від трапезної розташовані монастирські келії XVIII століття, де знаходиться музей і виставка експонатів Студениці. Проте часті війни і грабежі істотно зменшили скарбницю монастиря.